# ミラグロス・マルティネス・ドミンゲス
ミラグロス・マルティネス・ドミンゲス（スペイン語: Milagros Martínez Domínguez, 1985年4月23日 - ）は、スペインのカスティーリャ＝ラ・マンチャ州クエンカ県フエンテレスピノ・デ・アロ出身 の元女子サッカー選手、サッカー指導者。現役時代のポジションはディフェンダー。UEFAプロライセンス保有。

## 来歴

### スペイン時代
選手時代は、スペイン大学リーグと2部リーグのセグンダ・ディビシオン・フェメニーナで7年、ディフェンダーとしてプレーした。
2007年に指導者の道に進み、アルバセテ・バロンピエ、同女子部門のフンダシオン・アルバセテの下部組織（カンテラ）で指導者を務めた後、2013-14シーズンにセグンダ・ディビシオンのフンダシオン・アルバセテの監督に就任した。2013-14シーズンはレギュラーシーズンにグループVIIで優勝すると、昇格プレーオフでオイアルツンKE、UDグラナディージャ・テネリフェ・スールに勝利し、プリメーラ・ディビシオン・フェメニーナ昇格を果たす歴史的快挙を達成した。プリメーラ・ディビシオンのデビュー戦となったセビージャFC戦で初勝利を挙げた。プリメーラ・ディビシオンでは3シーズン指揮を執った。
2017年夏、フンダシオン・アルバセテのカンテラのコーディネーターとスカウト担当に就任した。2017-18シーズンは目的の1つであったBチームのセグンダ・ディビシオン昇格を達成した。
2018年6月14日、選手、指導者、カンテラのコーディネーターとして12年間を過ごしたフンダシオン・アルバセテを離れることが発表された。選手として4年、指導者としてはBチームで3年、ファーストチームで4年を過ごした。
2018年8月18日、アトレティコ・トメロッソの女子チーム監督に就任した。2019年1月3日、国外からオファーがあり、アトレティコ・トメロッソとの契約を解除したことが発表された。

### 鈴鹿アンリミテッドFC/鈴鹿ポイントゲッターズ 監督
2019年1月9日、日本フットボールリーグ (JFL) の鈴鹿アンリミテッドの監督に就任した。ミラグロス・マルティネスが男子トップチームの監督を務めるのは初であり、JFLによると、J1からJ3及びJFLで初の女性監督となった。同年3月24日にテゲバジャーロ宮崎に4-1で勝利してJFL初勝利を挙げた。女性監督がJ1からJ3及びJFLで記録した初勝利となった。11月22日に2020年シーズンの契約更新が発表された。1年目の2019年シーズンは16チーム中12位の成績を残してJFL残留を果たした。
コロナウイルス感染症の影響で半分の15試合で実施された2020年シーズンは16チーム中5位の成績を残した。2020年12月31日に鈴鹿ポイントゲッターズと2021年シーズンの契約で合意したことが発表された。
2021年5月23日に行われた天皇杯1回戦FC刈谷戦を2-1で勝利し、天皇杯における女性監督の初勝利を挙げた。2回戦は、同郷（カスティーリャ＝ラ・マンチャ州出身）のアンドレス・イニエスタの所属するヴィッセル神戸 と対戦したが、敗戦となった。
2021年7月5日、鈴鹿ポイントゲッターズの監督を退任すると発表された。

### FCフアレス 監督
2022年6月、メキシコ女子1部リーグのFCフアレス (女子)の監督に就任した。

## 指導歴
- 2007/2008 - 2008/2009  アルバセテ・バロンピエ U6〜U12コーチ[1]
- 2011/2012 - 2013/2014  フンダシオン・アルバセテ（スペイン語版） U18コーチ[1]
- 2013/2014 - 2016/2017  フンダシオン・アルバセテ 監督兼GM[1]
- 2017年 - 2018年  フンダシオン・アルバセテ コーディネーター&スポーツディレクター[1]
- 2018年 - 2019年  アトレティコ・トメロッソ（スペイン語版） 女子チーム監督[1]
- 2019年 - 2021年7月  鈴鹿アンリミテッドFC/鈴鹿ポイントゲッターズ 監督[1]
- 2022年6月 -  FCフアレス (女子)（スペイン語版） 監督